# Enoploderes

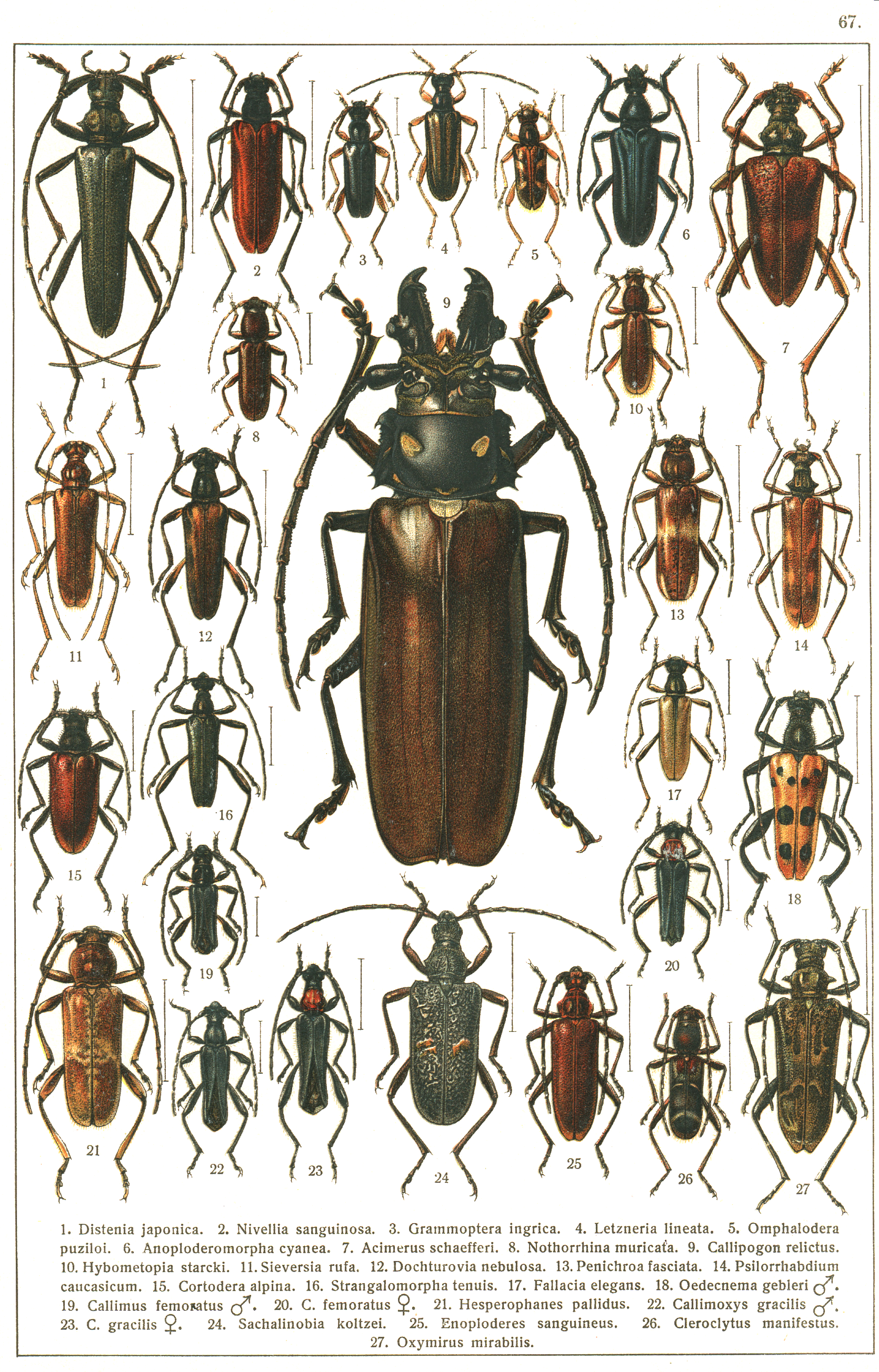
Planch över olika långhorningar, från ca 1910. Exempel på Enoploderes finns i exemplar nr 25 (E. sanguineus).

Enoploderes är ett släkte av skalbaggar. Enoploderes ingår i familjen långhorningar.
Kladogram enligt Catalogue of Life:
| Enoploderes | \| \| Enoploderes bicolor \| \| \| \| \| \| Enoploderes sanguineum \| \| \| \| |
|             | \| \| Enoploderes bicolor \| \| \| \| \| \| Enoploderes sanguineum \| \| \| \| |
|             | Enoploderes bicolor                                                            |
|             |                                                                                |
|             | Enoploderes sanguineum                                                         |
|             |                                                                                |